# John Peers
John Peers (Melbourne, 25 luglio 1988) è un tennista australiano.
Specialista del doppio, ha vinto 30 tornei del circuito maggiore tra cui gli Australian Open 2017, le ATP Finals del 2016, del 2017 e le Olimpiadi di Parigi 2024 ed è stato il nº 2 del mondo nell'aprile 2017. In doppio misto ha inoltre vinto gli US Open 2022 e gli Australian Open 2025 e nel 2021 si è aggiudicato la medaglia di bronzo ai Giochi olimpici di Tokyo.

## Biografia
John Peers è figlio dell'ex tennista Elizabeth Little. Anche la sorella Sally è una tennista.

## Carriera

### 2013-2014: primi titoli ATP e top 30
Professionista dal 2011, nel 2013 inizia a giocare regolarmente in doppio con Jamie Murray con il quale conquista i suoi primi titoli a Houston (battendo i numeri 1 del ranking mondiale Bob e Mike Bryan), Gstaad e Bangkok. In luglio entra per la prima volta tra i primi cinquanta al mondo nel ranking di doppio. Raggiunge i quarti in doppio misto a Wimbledon e si spinge con Murray ai suoi primi quarti di finale in doppio maschile nelle prove del Grande Slam agli US Open. Chiude la stagione con il nuovo miglior ranking al 29º posto mondiale.
Nel 2014 vincono il torneo di Monaco di Baviera e raggiungono le finali al Queen's, a Winston-Salem e a Kuala Lumpur. Non superano il terzo turno nei tornei del Grande Slam, in classifica non va oltre il 27º posto di gennaio e a ottobre scende al 46º.

### 2015: due finali Slam, 7º nel ranking e prima presenza alle ATP Finals
Nel 2015 dopo la vittoria a inizio stagione a Brisbane e le finali raggiunte negli ATP 500 di Rotterdam e Barcellona, arriva la prima finale del Grande Slam sull'erba di Wimbledon, persa contro la coppia Roger / Tecău per 7–6, 6-4, 6-4. Ad agosto si impongono all'ATP 500 di Amburgo superando in finale Farah e Cabal. Raggiungono la finale anche agli US Open e vengono sconfitti da Herbert e Mahut, a fine torneo Peers entra per la prima volta nella top ten del ranking mondiale di doppio, in 7ª posizione.
Raggiungono poi la finale anche negli ATP 500 di Vienna e Basilea. Conquistano l'accesso come quarta coppia di doppio in stagione alle Atp World Tour Finals di Londra. Aprono il proprio girone sconfiggendo Fognini e Bolelli per 7-6, 3-6 [11-9], e nel secondo incontro escono sconfitti in due set dall'ultima coppia qualificata, Bopanna - Mergea. Il 19 novembre perdono in semifinale contro la coppia numero uno del mondo, quella composta da Bob e Mike Bryan, i quali hanno bisogno di una vittoria per passare il turno e si impongono con il punteggio di 6-7, 7-6, 16-14; sfuma così per Peers la possibilità di approdare al penultimo atto del torneo.

### 2016: ATP Finals
Nel 2016 inizia una nuova collaborazione con il finlandese Henri Kontinen: la nuova coppia conquista subito il primo torneo della stagione a Brisbane contro Duckworth / Guccione; Peers conferma dunque il titolo conquistato l'anno precedente. Dopo l'eliminazione al secondo turno agli Australian Open, torna a Melbourne a marzo vestendo per la prima volta la maglia della squadra australiana di Davis contro gli Stati Uniti. In coppia con l'ex numero uno del mondo Lleyton Hewitt affronta di nuovo i gemelli Bryan e di nuovo cede dopo una partita molto equilibrata con il punteggio di 3-6, 3-6, 6-4, 6-4, 3-6. A maggio arriva il secondo successo del 2016 a Monaco di Baviera, torneo che Peers aveva già vinto nel 2014 in coppia con Jamie Murray. In finale ha nuovamente la meglio su Cabal e Farah, stavolta per 6-3, 3-6, [10-7].
Sconfitti nei quarti a Wimbledon, vince assieme a Kontinen il suo terzo titolo ad Amburgo battendo in finale Daniel Nestor e Aisam-ul-Haq Qureshi per 7-5, 6-3. Fa il suo esordio olimpico ai Giochi di Rio ed esce di scena al primo turno sia in doppio maschile che in doppio misto. Disputa la sua prima finale in un Masters 1000 a Shanghai, persa contro John Isner e Jack Sock per 4–6, 4–6. Il primo successo in un Masters arriva a Parigi-Bercy con il successo in finale su Pierre-Hugues Herbert e Nicolas Mahut con il punteggio di 6-4, 3-6, [10-6]. Tornano a disputare le prestigiose ATP Finals e superano il round robin perdendo un solo set, in semifinale concedono sei giochi ai gemelli Bryan e trionfano in finale sconfiggendo Raven Klaasen e Rajeev Ram per 2-6, 6-1, [10-8].

### 2017: Australian Open, ATP Finals e 2º nel ranking
Inizia il 2017 a Brisbane ed esce al primo turno, non riuscendo a difendere i titoli degli ultimi due anni. All'Australian Open gioca in coppia con Kontinen e conquista il primo Slam in carriera battendo in finale i Bryan con un doppio 7-5. In Coppa Davis, in coppia con Samuel Groth batte i cechi Jan Satral e Jiří Veselý. Esce nei quarti a Dubai e a Indian Wells e al secondo turno a Miami; nonostante queste sconfitte, il 3 aprile diventa numero due del mondo. Nei quarti di Coppa Davis viene sconfitto al quinto set dagli statunitensi Steve Johnson e Jack Sock.
Sconfitti nei quarti a Monte Carlo dai futuri vincitori Rohan Bopanna e Pablo Cuevas e a Madrid da Feliciano e Marc López, perdono in semifinale agli Internazionali d'Italia contro Ivan Dodig e Marcel Granollers e non vanno oltre il primo turno al Roland Garros. A 's-Hertogenbosch gioca in coppia con Jordan Thompson e cedono in semifinale a Raven Klaasen e Rajeev Ram. Al Queen's torna a fare coppia con Kontinen e vengono eliminati nei quarti da Bopanna e Dodig, mentre a Wimbledon si spingono fino alle semifinale e vengono sconfitti da Łukasz Kubot e Marcelo Melo, scendendo al terzo posto della classifica ATP.
A Washington conquistano il titolo battendo in finale Kubot e Melo col punteggio di 7–6, 6-4. Raggiungono poi i quarti di finale nei due Masters 1000 americani e la semifinale agli US Open. Si impongono in entrambi i grandi tornei cinesi, al China Open superano in finale in tre set John Isner e Jack Sock, mentre allo Shanghai Masters hanno la meglio su Kubot e Melo per 6-4, 6-2. Vincono per il secondo anno consecutivo le ATP Finals, perdono solo il primo match e vincono tutti gli altri, in quello di finale ritrovano Kubot e Melo e di nuovo vincono per 6-4, 6-2.

### 2018: tre titoli ATP e discesa in classifica
All'esordio stagionale vince con Kontinen l'ATP 250 di Brisbane con il successo in finale su Leonardo Mayer e Horacio Zeballos. Nei tornei che seguono, a partire dagli Australian Open, non superano mai il secondo turno fino a primavera inoltrata, quando raggiungono i quarti agli Internazionali d'Italia e al Roland Garros. Tornano al successo ai Queen's Club Championships battendo in finale Jamie Murray e Bruno Soares per 6-4, 6-3. Dopo la delusione per la sconfitta al primo turno a Wimbledon, si riscattano con il trionfo in finale al Masters 1000 di Toronto su Raven Klaasen e Michael Venus, sconfitti per 6-2, 6-7, [10-6]. Arriva poi un'altra serie di risultati negativi, a ottobre Peers esce dalla top 10 e il mese dopo dalla top 20. Accedono alle ATP Finals solo come riserve, e perdono l'unico incontro disputato in sostituzione dei ritirati Nikola Mektić e Alexander Peya.

### 2019: finale agli Australian Open e un titolo ATP
Sceso alla 28ª posizione, raggiunge con Kontinen la finale agli Australian Open senza perdere alcun set e vengono sconfitti da Herbert e Mahut per 2-6, 6-7. Attraversano quindi un periodo negativo e danno segnali di ripresa al Masters di Roma e al Roland Garros. A luglio Peers vince l'ATP 250 sull'erba dello Stuttgart Open assieme a Bruno Soares superando in finale Rohan Bopanna e Denis Shapovalov in due set. Di rilievo in questo periodo anche le semifinali raggiunte al Queen's e i quarti a Wimbledon con Kontinen. Nel finale di stagione non consegue risultati di rilievo e per la prima volta dopo quattro anni non disputa le ATP Finals. Prende invece parte alla fase finale di Coppa Davis giocando con Jordan Thompson, contribuiscono al superamento della fase a gironi e nei quarti cedono al doppio canadese, sconfitta che sancisce l'eliminazione dell'Australia.

### 2020: tre titoli ATP
Fa il suo esordio stagionale all'ATP Cup, insieme a Guccione spinge l'Australia nei quarti vincendo tutti gli incontri nel round-robin, tornano a essere schierati in semifinale e perdono l'ininfluente doppio, con il risultato già acquisito dalla Spagna. Dopo quattro anni di successi ha fine il sodalizio con Kontinen e inizia a giocare con Michael Venus. L'eliminazione al terzo turno degli Australian Open lo fa scivolare al 35º posto. Subito si riscattano aggiudicandosi il titolo ai Dubai Tennis Championships con la vittoria in finale su Raven Klaasen / Oliver Marach e ha poi inizio la lunga pausa del tennis mondiale per la pandemia di COVID-19. Alla ripresa dell'attività deludono agli US Open e tornano a mettersi in luce con le semifinali raggiunte agli Internazionali d'Italia. Arrivano poi le vittorie nei tornei di Amburgo e Anversa, dove in finale sconfiggono rispettivamente Ivan Dodig / Mate Pavić e Rohan Bopanna / Matwé Middelkoop. Con questi risultati si qualificano per le ATP Finals e vengono eliminati con tre sconfitte nel round robin.

### 2021: titolo a Indian Wells e in un altro torneo ATP
Dopo i deludenti risultati in ATP Cup e agli Australian Open, Peers rimane inattivo due mesi e rientra al Monte Carlo Masters. Torna a mettersi in luce con Venus raggiungendo la semifinale agli Internazionali d'Italia e vincendo il successivo Geneva Open. Nel periodo successivo il miglior risultato è la finale raggiunta ai Queen's Club Championships con Reilly Opelka, persa contro Herbert / Mahut, mentre esce al secondo turno al Roland Garros con Venus e al primo turno a Wimbledon con Jordan Thompson. Esce al primo turno in doppio maschile anche alle Olimpiadi di Tokyo, mentre in doppio misto vince il bronzo in coppia con Ashleigh Barty. Nel finale di stagione consegue ottimi risultati giocando con Filip Polášek, sui quali spiccano la semifinale raggiunta agli US Open, la finale al San Diego Open e il titolo conquistato al Masters dell'Indian Wells Open battendo in finale Aslan Karacev e Andrej Rublëv. Con questi risultati a novembre risale alla 12ª posizione mondiale, la migliore da oltre tre anni.

### 2022: rientro e nuova uscita dalla top 10, titolo in doppio misto agli US Open
Vince uno dei tre incontri disputati in coppia con Luke Saville in ATP Cup e l'Australia viene eliminata nel round robin. Vince il successivo Sydney International in coppia con Filip Polášek battendo in finale Fabio Fognini / Simone Bolelli per 7-5, 7-5, mentre si spingono fino ai quarti agli Australian Open e Peers rientra nella top 10. Dopo la sconfitta in semifinale ai Dubai Tennis Championships ha inizio un periodo negativo ed esce dalla top 10. Vi fa rientro con i buoni risultati estivi, tra cui spiccano i quarti di finale raggiunti a Wimbledon (nell'ultimo torneo giocato con Polášek) e le finali perse ad Atlanta in coppia con Jason Kubler e a Montreal con Daniel Evans. Esce definitivamente dalla top 10 dopo l'eliminazione all'esordio agli US Open. Nel torneo newyorkese vince il suo primo titolo in doppio misto in una prova del Grande Slam, gioca in coppia con Storm Sanders e in finale hanno la meglio su Kirsten Flipkens ed Édouard Roger-Vasselin con il punteggio di 4-6, 6-4, [10-7]. Il miglior risultato di fine stagione è la finale raggiunta alla Tennis Napoli Cup con Matthew Ebden e chiude il 2022 al 37º posto mondiale.

### 2023: un titolo ATP
Nel corso del 2023 cambia diversi partner, inizia la stagione con Andreas Mies, con il quale arriva nei quarti agli Australian Open. Sceso alla 46ª posizione, torna a giocare anche nei tornei Challenger e con Jason Kubler vince quello di Aix-en-Provence, il primo in questa categoria dopo 10 anni. A maggio inizia a giocare con Marcelo Melo e assieme vincono l'ATP 500 sull'erba di Halle – e rientra nella top 30 – mentre escono al terzo turno al Roland Garros e a Wimbledon. Il miglior risultato di fine stagione è la finale raggiunta all'Astana Open con Mate Pavić, persa contro Jackson Withrow / Nathaniel Lammons. A fine anno è 39º nella classifica mondiale.

### 2024: campione olimpico
Inizia la stagione con Harri Heliövaara e non vanno oltre la semifinale raggiunta all'ATP 500 di Acapulco. Con William Blumberg disputa la finale agli U.S. Men's Clay Court Championships e vengono sconfitti da Jordan Thompson e Max Purcell. Disputa un'altra finale ATP all'Eastbourne International con Matthew Ebden e cedono in tre set a Neal Skupski / Michael Venus. Come nei due precedenti Slam stagionali, esce al secondo turno a Wimbledon. Ai Giochi di Parigi fa coppia con Ebden e raggiungono la finale senza perdere alcun set. Si laureano campioni olimpici sconfiggendo in rimonta Austin Krajicek / Rajeev Ram con il punteggio di 6-7, 7-6, [10-8]. Successivamente torna a fare coppia con Jamie Murray dopo nove anni e conquista insieme al britannico l'ATP 500 di Basilea e l'ATP 250 di Belgrado.

### 2025: vittoria agli Australian Open in doppio misto
Agli Australian Open viene eliminato al secondo turno insieme a Murray nel doppio maschile, ma si impone nel doppio misto con la connazionale Olivia Gadecki, battendo in finale John-Patrick Smith e Kimberly Birrell. A febbraio durante la sfida di Coppa Davis contro la Svezia vince in doppio con Ebden e, a punteggio acquisito, debutta in un match del circuito maggiore in singolare a 36 anni, perdendo da Leo Borg 7–5, 6–4.

## Statistiche

### Doppio

#### Vittorie (30)
| Legenda doppio       |
| Grande Slam (1)      |
| ATP Finals (2)       |
| Giochi olimpici (1)  |
| ATP Masters 1000 (4) |
| ATP Tour 500 (9)     |
| ATP Tour 250 (13)    |

| N.  | Data              | Torneo                                           | Superficie    | Compagno       | Avversari in finale                  | Punteggio              |
| 1.  | 14 aprile 2013    | U.S. Men's Clay Court Championships, Houston     | Terra marrone | Jamie Murray   | Bob Bryan Mike Bryan                 | 1–6, 7–6(3), [12–10]   |
| 2.  | 28 luglio 2013    | Swiss Open Gstaad, Gstaad                        | Terra rossa   | Jamie Murray   | Pablo Andújar Guillermo García López | 6–3, 6–4               |
| 3.  | 29 settembre 2013 | Thailand Open, Bangkok                           | Cemento (i)   | Jamie Murray   | Tomasz Bednarek Johan Brunström      | 6–3, 3–6, [10–6]       |
| 4.  | 4 maggio 2014     | Internazionali di Baviera, Monaco di Baviera     | Terra rossa   | Jamie Murray   | Colin Fleming Ross Hutchins          | 6–4, 6–2               |
| 5.  | 11 gennaio 2015   | Brisbane International, Brisbane                 | Cemento       | Jamie Murray   | Aleksandr Dolhopolov Kei Nishikori   | 6–3, 7–6(4)            |
| 6.  | 2 agosto 2015     | German Open Hamburg, Amburgo                     | Terra rossa   | Jamie Murray   | Juan Sebastián Cabal Robert Farah    | 2–6, 6–3, [10–8]       |
| 7.  | 10 gennaio 2016   | Brisbane International, Brisbane (2)             | Cemento       | Henri Kontinen | James Duckworth Chris Guccione       | 7–6(4), 6–1            |
| 8.  | 1º maggio 2016    | Internazionali di Baviera, Monaco di Baviera (2) | Terra rossa   | Henri Kontinen | Juan Sebastián Cabal Robert Farah    | 6–3, 3–6, [10–7]       |
| 9.  | 17 luglio 2016    | German Open Hamburg, Amburgo (2)                 | Terra rossa   | Henri Kontinen | Daniel Nestor Aisam-ul-Haq Qureshi   | 7–5, 6–3               |
| 10. | 6 novembre 2016   | Paris Masters, Parigi                            | Cemento (i)   | Henri Kontinen | Pierre-Hugues Herbert Nicolas Mahut  | 6–4, 3–6, [10–6]       |
| 11. | 20 novembre 2016  | ATP World Tour Finals, Londra                    | Cemento (i)   | Henri Kontinen | Raven Klaasen Rajeev Ram             | 2–6, 6–1, [10–8]       |
| 12. | 28 gennaio 2017   | Australian Open, Melbourne                       | Cemento       | Henri Kontinen | Bob Bryan Mike Bryan                 | 7–5, 7–5               |
| 13. | 6 agosto 2017     | Washington Open, Washington                      | Cemento       | Henri Kontinen | Łukasz Kubot Marcelo Melo            | 7–6(5), 6–4            |
| 14. | 8 ottobre 2017    | China Open, Pechino                              | Cemento       | Henri Kontinen | John Isner Jack Sock                 | 6–3, 3–6, [10–7]       |
| 15. | 15 ottobre 2017   | Shanghai Masters, Shanghai                       | Cemento       | Henri Kontinen | Łukasz Kubot Marcelo Melo            | 6–4, 6–2               |
| 16. | 19 novembre 2017  | ATP Finals, Londra (2)                           | Cemento (i)   | Henri Kontinen | Łukasz Kubot Marcelo Melo            | 6–4, 6–2               |
| 17. | 7 gennaio 2018    | Brisbane International, Brisbane (3)             | Cemento       | Henri Kontinen | Leonardo Mayer Horacio Zeballos      | 3–6, 6–3, [10–2]       |
| 18. | 24 giugno 2018    | Queen's Club Championships, Londra               | Erba          | Henri Kontinen | Jamie Murray Bruno Soares            | 6–4, 6–3               |
| 19. | 12 agosto 2018    | Canadian Open, Toronto                           | Cemento       | Henri Kontinen | Raven Klaasen Michael Venus          | 6–2, 6(7)–7, [10–6]    |
| 20. | 16 giugno 2019    | Stuttgart Open, Stoccarda                        | Erba          | Bruno Soares   | Rohan Bopanna Denis Shapovalov       | 7–5, 6–3               |
| 21. | 29 febbraio 2020  | Dubai Tennis Championships, Dubai                | Cemento       | Michael Venus  | Raven Klaasen Oliver Marach          | 6–3, 6–2               |
| 22. | 27 settembre 2020 | German Open Hamburg, Amburgo (3)                 | Terra rossa   | Michael Venus  | Ivan Dodig Mate Pavić                | 6–3, 6–4               |
| 23. | 25 ottobre 2020   | European Open, Anversa                           | Cemento (i)   | Michael Venus  | Rohan Bopanna Matwé Middelkoop       | 6–3, 6–4               |
| 24. | 22 maggio 2021    | Geneva Open, Ginevra                             | Terra rossa   | Michael Venus  | Simone Bolelli Máximo González       | 6–2, 7–5               |
| 25. | 17 ottobre 2021   | Indian Wells Open, Indian Wells                  | Cemento       | Filip Polášek  | Aslan Karacev Andrej Rublëv          | 6–3, 7–6(5)            |
| 26. | 15 gennaio 2022   | Sydney International, Sydney                     | Cemento       | Filip Polášek  | Fabio Fognini Simone Bolelli         | 7–5, 7–5               |
| 27. | 25 giugno 2023    | Halle Open, Halle                                | Erba          | Marcelo Melo   | Simone Bolelli Andrea Vavassori      | 7–6(3), 3–6, [10–6]    |
| 28. | 3 agosto 2024     | Giochi olimpici, Parigi                          | Terra rossa   | Matthew Ebden  | Austin Krajicek Rajeev Ram           | 6(6)–7, 7–6(1), [10–8] |
| 29. | 27 ottobre 2024   | Swiss Indoors, Basilea                           | Cemento (i)   | Jamie Murray   | Wesley Koolhof Nikola Mektić         | 6–3, 7–5               |
| 30. | 9 novembre 2024   | Belgrade Open, Belgrado                          | Cemento (i)   | Jamie Murray   | Ivan Dodig Skander Mansouri          | 3–6, 7–6(5), [11–9]    |

#### Finali perse (20)
| Legenda doppio       |
| Grande Slam (3)      |
| ATP Finals (0)       |
| ATP Masters 1000 (2) |
| ATP Tour 500 (6)     |
| ATP Tour 250 (9)     |

| N.  | Data              | Torneo                                       | Superficie    | Compagno         | Avversari in finale                  | Punteggio           |
| 1.  | 6 ottobre 2013    | Japan Open Tennis Championships, Tokyo       | Cemento       | Jamie Murray     | Rohan Bopanna Édouard Roger-Vasselin | 6(5)–7, 4–6         |
| 2.  | 15 giugno 2014    | Queen's Club Championships, Londra (1)       | Erba          | Jamie Murray     | Bruno Soares Alexander Peya          | 6–4, 6(4)–7, [4–10] |
| 3.  | 23 agosto 2014    | Winston-Salem Open, Winston-Salem            | Cemento       | Jamie Murray     | Juan Sebastián Cabal Robert Farah    | 3–6, 4–6            |
| 4.  | 28 settembre 2014 | Malaysian Open, Kuala Lumpur                 | Cemento (i)   | Jamie Murray     | Marcin Matkowski Leander Paes        | 6–3, 6(5)–7, [5–10] |
| 5.  | 15 febbraio 2015  | Rotterdam Open, Rotterdam                    | Cemento (i)   | Jamie Murray     | Jean-Julien Rojer Horia Tecău        | 6–3, 3–6, [8–10]    |
| 6.  | 26 aprile 2015    | Barcelona Open, Barcellona                   | Terra rossa   | Jamie Murray     | Henri Kontinen Marin Draganja        | 3–6, 7–6(6), [9–11] |
| 7.  | 11 luglio 2015    | Torneo di Wimbledon, Londra                  | Erba          | Jamie Murray     | Jean-Julien Rojer Horia Tecău        | 6(5)–7, 4–6, 4–6    |
| 8.  | 12 settembre 2015 | US Open, New York                            | Cemento       | Jamie Murray     | Pierre-Hugues Herbert Nicolas Mahut  | 4–6, 4–6            |
| 9.  | 25 ottobre 2015   | Vienna Open, Vienna                          | Cemento (i)   | Jamie Murray     | Łukasz Kubot Marcelo Melo            | 6–4, 6(3)–7, [6–10] |
| 10. | 1 novembre 2015   | Swiss Indoors, Basilea                       | Cemento (i)   | Jamie Murray     | Alexander Peya Bruno Soares          | 5–7, 5–7            |
| 11. | 16 ottobre 2016   | Shanghai Masters, Shanghai                   | Cemento       | Henri Kontinen   | John Isner Jack Sock                 | 4–6, 4–6            |
| 12. | 27 gennaio 2019   | Australian Open, Melbourne                   | Cemento       | Henri Kontinen   | Pierre-Hugues Herbert Nicolas Mahut  | 2–6, 6(1)–7         |
| 13. | 20 giugno 2021    | Queen's Club Championships, Londra (2)       | Erba          | Reilly Opelka    | Pierre-Hugues Herbert Nicolas Mahut  | 4–6, 5–7            |
| 14. | 4 ottobre 2021    | San Diego Open, San Diego                    | Cemento       | Filip Polášek    | Joe Salisbury Neal Skupski           | 6(2)–7, 6–3, [5–10] |
| 15. | 31 luglio 2022    | Atlanta Open, Atlanta                        | Cemento       | Jason Kubler     | Thanasi Kokkinakis Nick Kyrgios      | 6(4)–7, 5–7         |
| 16. | 14 agosto 2022    | Canadian Open, Toronto                       | Cemento       | Daniel Evans     | Neal Skupski Wesley Koolhof          | 2–6, 6–4, [6–10]    |
| 17. | 23 ottobre 2022   | Tennis Napoli Cup, Napoli                    | Cemento       | Matthew Ebden    | Austin Krajicek Ivan Dodig           | 3–6, 6–1, [8–10]    |
| 18. | 3 ottobre 2023    | Astana Open, Astana                          | Cemento       | Mate Pavić       | Jackson Withrow Nathaniel Lammons    | 6(4)–7, 6(7)–7      |
| 19. | 6 aprile 2024     | U.S. Men's Clay Court Championships, Houston | Terra marrone | William Blumberg | Jordan Thompson Max Purcell          | 5–7, 1–6            |
| 20. | 28 giugno 2024    | Eastbourne International, Eastbourne         | Erba          | Matthew Ebden    | Neal Skupski Michael Venus           | 6–4, 6(2)–7, [9–11] |

### Doppio Misto

#### Vittorie (2)
| Tornei del Grande Slam  |
| ----------------------- |
| Australian Open (1)     |
| Open di Francia (0)     |
| Torneo di Wimbledon (0) |
| US Open (1)             |

| N. | Data              | Torneo                     | Superficie | Compagna       | Avversari in finale                     | Punteggio        |
| 1. | 10 settembre 2022 | US Open, New York          | Cemento    | Storm Sanders  | Kirsten Flipkens Édouard Roger-Vasselin | 4–6, 6–4, [10–7] |
| 2. | 24 gennaio 2025   | Australian Open, Melbourne | Cemento    | Olivia Gadecki | Kimberly Birrell John-Patrick Smith     | 3–6, 6–4, [10–6] |

## Risultati in progressione
| Sigla | Risultato               |
| ----- | ----------------------- |
| V     | Vincitore               |
| F     | Finalista               |
| SF    | Semifinalista           |
| O     | Oro olimpico            |
| A     | Argento olimpico        |
| SF    | Bronzo olimpico         |
| QF    | Quarti di Finale        |
| 4T    | Quarto turno            |
| 3T    | Terzo turno             |
| 2T    | Secondo turno           |
| 1T    | Primo turno             |
| RR    | Round Robin             |
| LQ    | Turno di qualificazione |
| A     | Assente                 |
| ND    | Non disputato           |

| Legenda superfici    |
| -------------------- |
| Cemento              |
| Terra battuta        |
| Erba                 |
| Superficie variabile |

### Doppio
| Tornei Grande Slam         |     |               |               |               |     |               |               |               |               |     |               |               |     |       |
| Australian Open, Melbourne | A   | 2T            | 2T            | 3T            | 2T  | V             | 2T            | F             | 3T            | 3T  | QF            | QF            | 2T  | 28–11 |
| Roland Garros, Parigi      | A   | 2T            | 3T            | 3T            | 2T  | 1T            | QF            | 3T            | 2T            | 2T  | 1T            | 3T            | 2T  | 16–12 |
| Wimbledon, Londra          | 1T  | 1T            | 3T            | F             | QF  | SF            | 1T            | QF            | ND            | 1T  | QF            | 3T            | 2T  | 23–12 |
| US Open, New York          | A   | QF            | 1T            | F             | 2T  | SF            | 2T            | 2T            | 2T            | SF  | 1T            | 1T            |     | 20–11 |
| Vittorie–Sconfitte         | 0–1 | 5–4           | 5–4           | 14–4          | 6–4 | 14–3          | 5–4           | 11–4          | 4–3           | 7–4 | 6–4           | 7–4           | 3–3 | 89–46 |
| Torneo di Fine Anno        |     |               |               |               |     |               |               |               |               |     |               |               |     |       |
| ATP Finals, Londra         | A   | A             | A             | RR            | V   | V             | RR            | A             | RR            | A   | A             | A             |     | 10–7  |
| Vittorie–Sconfitte         | 0–0 | 0–0           | 0–0           | 1–2           | 5–0 | 4–1           | 0–1           | 0–0           | 0–3           | 0–0 | 0–0           | 0–0           |     | 10–7  |
| Giochi Olimpici            |     |               |               |               |     |               |               |               |               |     |               |               |     |       |
| Giochi Olimpici            | A   | Non disputati | Non disputati | Non disputati | 1T  | Non disputati | Non disputati | Non disputati | Non disputati | 1T  | Non disputati | Non disputati | V   | 5–2   |
| Vittorie–Sconfitte         | 0–0 | Non disputati | Non disputati | Non disputati | 0–1 | Non disputati | Non disputati | Non disputati | Non disputati | 0–1 | Non disputati | Non disputati | 5–0 | 5–2   |

### Doppio misto
| Tornei Grande Slam         |     |               |               |               |     |               |               |               |               |        |               |               |     |       |
| Australian Open, Melbourne | A   | A             | 2T            | QF            | 2T  | 1T            | 2T            | 1T            | A             | 1T     | SF            | 1T            | 1T  | 8–10  |
| Roland Garros, Parigi      | A   | A             | 1T            | QF            | 1T  | 1T            | 2T            | QF            | ND            | 1T     | SF            | 2T            | 2T  | 10–10 |
| Wimbledon, Londra          | A   | QF            | 3T            | 2T            | 1T  | 3T            | 2T            | 3T            | ND            | SF     | QF            | 1T            | A   | 12–10 |
| US Open, New York          | A   | 2T            | QF            | 2T            | A   | A             | SF            | 1T            | ND            | 1T     | V             | 1T            |     | 12–7  |
| Vittorie–Sconfitte         | 0–0 | 4–2           | 3–4           | 5–4           | 1–3 | 2–3           | 6–4           | 3–4           | 0–0           | 3–4    | 13–3          | 1–2           | 1–2 | 42–37 |
| Giochi Olimpici            |     |               |               |               |     |               |               |               |               |        |               |               |     |       |
| Giochi Olimpici            | A   | Non disputati | Non disputati | Non disputati | 1T  | Non disputati | Non disputati | Non disputati | Non disputati | Bronzo | Non disputati | Non disputati | A   | 3–2   |
| Vittorie–Sconfitte         | 0–0 | Non disputati | Non disputati | Non disputati | 0–1 | Non disputati | Non disputati | Non disputati | Non disputati | 3–1    | Non disputati | Non disputati | 0–0 | 3–2   |